# Малі Кошарища
Малі́ Кошарища — село в Україні, у Житомирському районі Житомирської області. Входить до складу Глибочицької сільської громади. Населення становить 124 осіб.

## Географія
На північно-східній околиці села річка Гнилий Потік впадає у Тетерів.

## Історія
Колишнє село Левківської волості Житомирського повіту Волинської губернії.
На правому березі Тетерева в урочищі Замчиська Гора розташоване овальної форми городище, розміром 120×60 м. Під час археологічних розкопок під керівництвом М. П. Кучери тут було знайдено залишки кераміки раннього залізної доби.
Колишній орган місцевого самоуправління — Кмитівська сільська рада.

## Населення

### Мова
Розподіл населення за рідною мовою за даними перепису 2001 року:
| Мова       | Кількість | Відсоток |
| ---------- | --------- | -------- |
| українська | 106       | 85.48%   |
| російська  | 18        | 14.52%   |
| Усього     | 124       | 100%     |

## Галерея

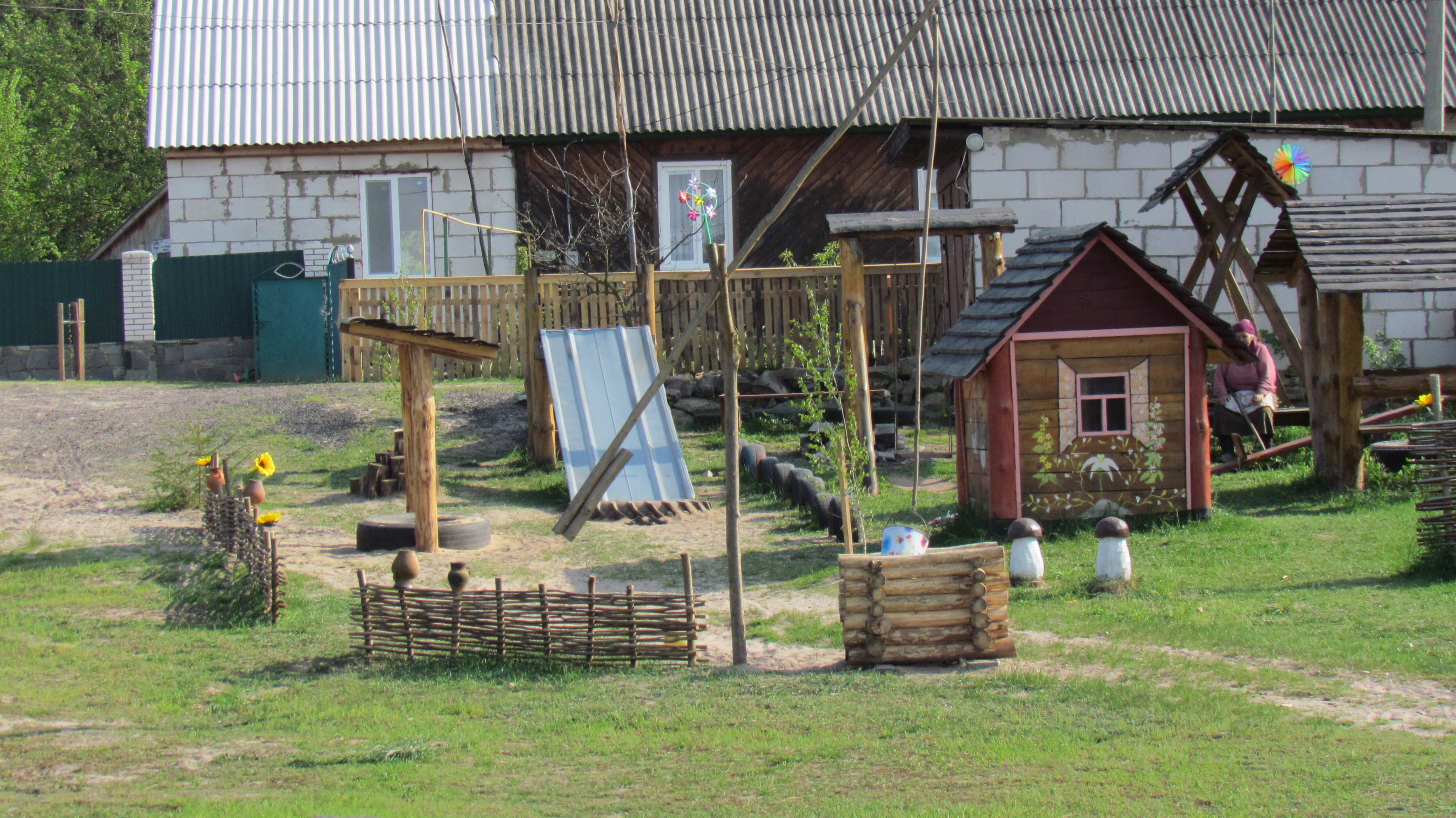
Дитячий майданчик
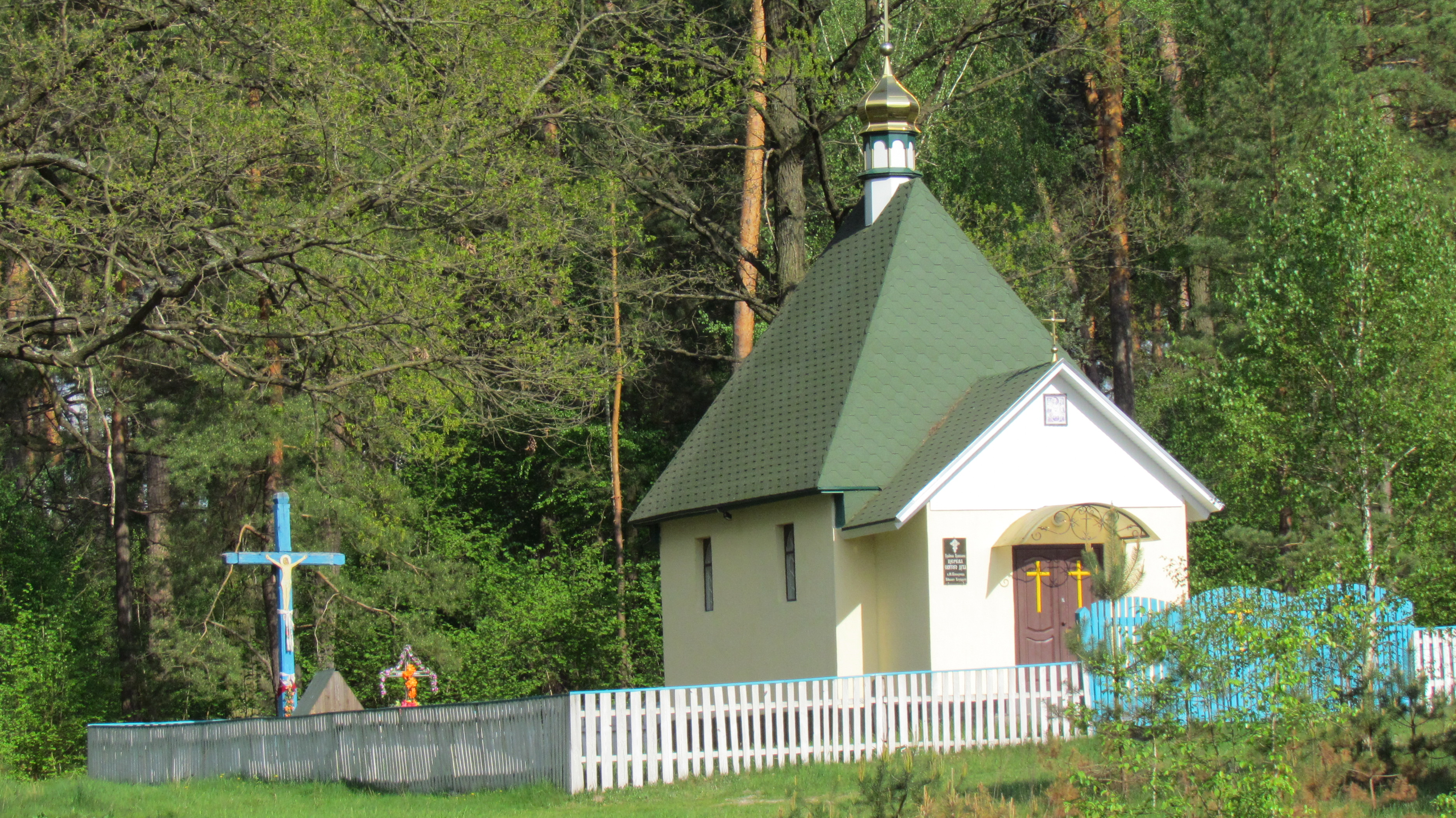
Церква
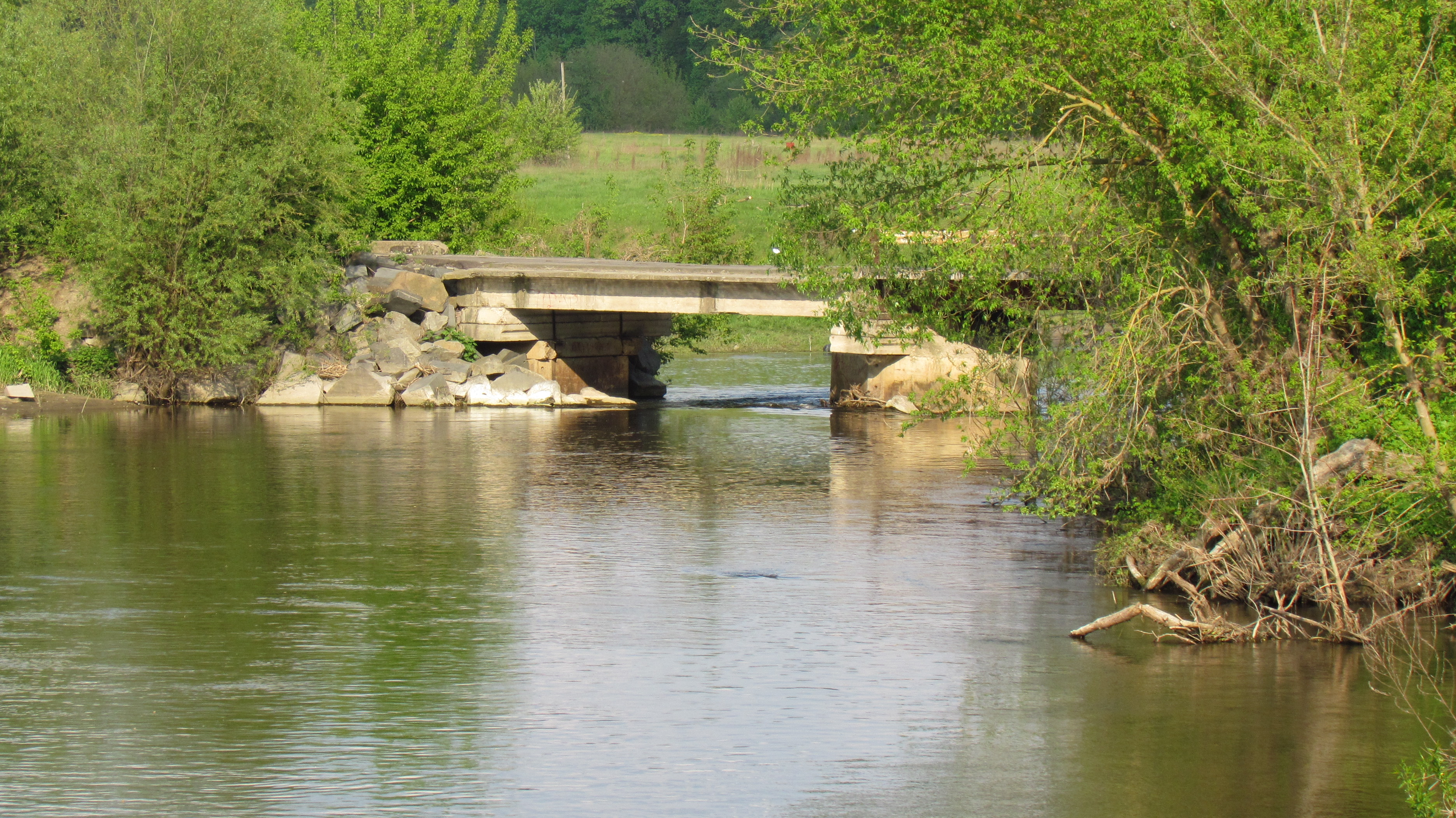
Міст через Тетерів